# Шутка за шуткой
«Шутка за шуткой» — юмористическая телепередача, выходившая на «Первом канале» с 26 января 2002 по 28 июня 2004 года.

## О программе
Эта юмористическая программа представляла собой нарезку из программ «Смехопанорама» и «Кривое зеркало» прошлых лет, включала в себя яркие номера артистов прошлых лет (Роман Карцев, Виктор Ильченко, Георгий Менглет, Спартак Мишулин, Александр Ширвиндт, Михаил Державин) и современных юмористов (Ефим Шифрин, Светлана Рожкова, Михаил Задорнов, Виктор Коклюшкин, Сергей Дроботенко, Евгений Петросян, Елена Степаненко, Владимир Винокур, Владимир Данилец, Владимир Моисеенко, Святослав Ещенко, Игорь Христенко, Александр Пономаренко, Валерий Пономаренко, Геннадий Хазанов). Как правило, в эфире демонстрировались авторские монологи, сценки в образе, реже — пародийные музыкальные номера.
Премьерные выпуски передачи выходили с 26 января 2002 года по 28 июня 2004 года по будням или по выходным вечером. В марте-апреле 2003 года и с октября 2003 года повторы передачи периодически демонстрировались при переходе вещания «ночь-утро», а с 2004 года — ещё и рано утром, в 6:10 после выпуска «Новостей». Также передача часто использовалась с целью заполнить паузу в телечасе эфира (незадолго до начала утреннего эфира, перед прямыми спортивными трансляциями). Повторы в вечернем и дневном блоке шли до конца июня 2004 года и до января 2005 года, а повторы в ночном эфире — до 30 января 2010 года.
Последний выпуск в ночном эфире на Первом канале вышел 19 декабря 2010 года.

## Заставка
Заставка программы представляла собой разноцветных зайцев, играющих в чехарду, и сопровождалась весёлой музыкой (иногда она отсутствовала между сюжетами). В это время на фоне звучали крылатые юмористические фразы. В конце программы слева показывалось окно с зайцами и после титров справа появлялась надпись «БУДЬТЕ ЗДОРОВЫ!». Внизу подпись: «Творческое объединение ТРИ-ДО по заказу ОРТ (с 2002г. — ОАО „Первый канал“), 200Х год». Автор музыки — Олег Литвишко.

## Список выпусков программы
Список выпусков программы «Шутка за шуткой»